# Алекса Тодоровић (фудбалер, 2004)
Алекса Тодоровић (Крушевац, 25. јануара 2004) српски је фудбалски голман који тренутно наступа за Ријеку.

## Каријера
Алекса Тодоровић је почео да тренира у фудбалском клубу Дворане из истоименог места са шест година и најпре је играо као најистуренији нападач. Три године касније променио је позицију и наставио да се развија као чувар мреже у ФК Кнез Лазар. На Видовданском турниру у малом фудбалу, на ком је учествовао са својом школом фудбала 2017. године, Тодоровић је изабран за најбољег голмана, док је његова екипа освојила то такмичење. Лета исте године приступио је Напретку, док је као пионир наредне сезоне прешао у Трајал. Услед одласка Стефана Стојановића, као и повреде Ненада Јовановића, тренер Ненад Сакић је шеснаестогодишњег Тодоровића прикључио првом тиму Трајала почетком 2020. године. Са екипом је прошао припремни период, током ког је наступао на пријатељским утакмицама. За пролећни део такмичарске 2019/20. у Првој лиги Србије лиценциран је са бројем 12 на дресу, а најпре је имао улогу резервисте новопридошлом чувару мреже, Владану Елесину.
Услед принудне паузе такмичења, због епидемије вируса корона, екипа Трајала окупила се после скоро два месеца без заједничког тренинга. На седници Фудбалског савеза Србије, одржаној 6. маја 2020. године, укинуто је доигравање у Првој лиги Србије. Формат такмичења је за наредну сезону промењен, уз проширење лиге. Пошто је тиме осигурао место у истом такмичењу за нередну сезону, спортски сектор Трајала се определио да на преосталим утакмицама користи првенствено играче из Крушевца. Након два кола на којима је остао на клупи за резервне фудбалере, Тодоровић је дебитовао на сусрету претпоследњег кола, против Жаркова, на Стадиону Младости у Крушевцу. Утакмица је завршена без погодака, а дописница Спортског журнала, Сања Милутиновић, у свом извештају је Тодоровића оценила као најбољег појединца тог догађаја. Тодоровић је након тога наступио и на затварању сезоне када је Трајал на Стадиону у Смедереву победио тамошњи фудбалски клуб. Коначан резултат био је 1 : 2, док је Тодоровић једини пут савладан из једанаестерца, који је извео Никола Трипковић. Обе утакмице Тодоровић је одиграо у својству бонус играча.
Повратком Горана Лазаревића на место шефа стручног штаба Трајала, Тодоровић се и на отварању нове такмичарске сезоне нашао у стартној постави своје екипе. Тако је на гостовању Земуну на Стадиону у Горњој вароши чувао гол своје екипе као један од двојице бонус играча, где је његов тим претрпео пораз резултатом 3 : 1. Недељу дана касније, Трајал је у Крушевцу победио Лозницу минималним резултатом. Тодоровић је након водећег поготка своје екипе забележио више успешних интервенција и тако до краја утакмице сачувао своју мрежу, те га је дописница Спортског журнала поново оценила као најбољег на терену. После одласка Ненада Јовановића, који је на почетску сезоне имао статус резервног чувара мреже, Трајалу је приступио Мирко Драшковић као алтернатива Алекси Тодоровићу. Заједно са Драшковићем и Стефаном Голубовићем, Тодоровић је 2. септембра 2020. представљен на конференцији за штампу у присуству спортског директора Милана Гашића, претходно потписавши двогодишњи професионални уговор. На сусрету 7. кола, против панчевачког Железничара, Тодоровић је замењен у току паузе између два полувремена. У наредном колу, против Дубочице у Лесковцу, поново се нашао у постави своје екипе. Током репрезентативне паузе у октобру, Тодоровић се нашао на списку Саше Илића за припремне утакмице кадетске репрезентације. Изостао је са сусрета 10. кола Прве лиге Србије, када је Трајал гостовао Радничком у Сремској Митровици. У постави га је заменио Мирко Драшковић који је у извештају Спортског журнала изабран за најбољег појединца тог догађаја завршеног резултатом 1 : 2. Због повреде рамена, Тодоровић није бранио ни на наредном сусрету, већ је против екипе Графичара остао на клупи за резерве. У састав се вратио у 15. колу Прве лиге, када је сусрет са Радничким из Крагујевца завршен без погодака. Тодоровић је тако током првог дела сезоне био најмлађи чувар мреже у оба савезна ранга који је бранио на такмичарским сусретима.
Дана 5. фебруара 2022. године Тодоровић је потписао за Ријеку.

## Репрезентација
Селектор млађе кадетске репрезентације Србије, Саша Илић, упутио је позив Алекси Тодоровићу у фебруару 2020. године. За конкурента на позицији голмана тада је имао Лазара Каличанина из Чукаричког, а после окупљања у Спортском центру Фудбалског савеза Србије у Старој Пазови, екипа је отишла припреме у Црну Гору. Дебитовао је на пријатељском сусрету са домаћом селекцијом у Подгорици, када је испред гола своје екипе стао у другом полувремену. Тодоровић је био и на списку Саше Илића за припреме кадетске селекције у Бугарској, током септембра 2020, али је са истих изостао због клупских обавеза. Илић је и наредног месеца позвао Тодоровића за провере у Северној Македонији. Међутим, услед повреде рамена, Тодоровић није био у саставу репрезентације. За млађу омладинску репрезентацију, Тодоровић је дебитовао код селектора Јована Дамјановића у двомечу са вршњацима из Словеније крајем септембра 2021.

## Статистика

### Клупска
Ажурирано 5. фебруара 2022.
|          |          |                              |    |   |   |   |   |   |   |   |    |   |  |  |
| Трајал   | 2019/20. | Прва лига Србије             | 2  | 0 | — | — | — | — | — | — | 2  | 0 |  |  |
| Трајал   | 2020/21. | Прва лига Србије             | 17 | 0 | 0 | 0 | — | — | — | — | 17 | 0 |  |  |
| Трајал   | 2021/22. | Српска лига Исток            | 13 | 0 | 1 | 0 | — | — | — | — | 14 | 0 |  |  |
| Трајал   | Укупно   | Укупно                       | 32 | 0 | 1 | 0 | — | — | — | — | 33 | 0 |  |  |
|          |          |                              |    |   |   |   |   |   |   |   |    |   |  |  |
| Ријека   | 2021/22. | Прва лига Хрватске у фудбалу | 0  | 0 | 0 | 0 | — | — | — | — | 0  | 0 |  |  |
|          |          |                              |    |   |   |   |   |   |   |   |    |   |  |  |
| Каријера | Каријера | Каријера                     | 32 | 0 | 1 | 0 | — | — | — | — | 33 | 0 |  |  |
|          |          |                              |    |   |   |   |   |   |   |   |    |   |  |  |

### Утакмице у дресу репрезентације
| Репрезентација Србије у узрасту до 16 година старости | Репрезентација Србије у узрасту до 16 година старости                    | Репрезентација Србије у узрасту до 16 година старости                    | Репрезентација Србије у узрасту до 16 година старости                    | Репрезентација Србије у узрасту до 16 година старости                    | Репрезентација Србије у узрасту до 16 година старости                    | Репрезентација Србије у узрасту до 16 година старости                    | Репрезентација Србије у узрасту до 16 година старости | Репрезентација Србије у узрасту до 16 година старости | Репрезентација Србије у узрасту до 16 година старости |
| #                                                     | Датум                                                                    | Такмичење                                                                | Локација                                                                 | Домаћин                                                                  | Резултат                                                                 | Гост                                                                     | Гол                                                   | Реф.                                                  |                                                       |
| ----------------------------------------------------- | ------------------------------------------------------------------------ | ------------------------------------------------------------------------ | ------------------------------------------------------------------------ | ------------------------------------------------------------------------ | ------------------------------------------------------------------------ | ------------------------------------------------------------------------ | ----------------------------------------------------- | ----------------------------------------------------- | ----------------------------------------------------- |
| 1.                                                    | 28. фебруар 2020.                                                        | Пријатељска утакмица                                                     | Тренинг камп Стари Аеродром, Подгорица                                   | Црна Гора                                                                | 2 : 3                                                                    | Србија                                                                   |                                                       | [ 43 ]                                                |                                                       |
| 1                                                     | Укупан број утакмица, постигнутих погодака и минута проведених на терену | Укупан број утакмица, постигнутих погодака и минута проведених на терену | Укупан број утакмица, постигнутих погодака и минута проведених на терену | Укупан број утакмица, постигнутих погодака и минута проведених на терену | Укупан број утакмица, постигнутих погодака и минута проведених на терену | Укупан број утакмица, постигнутих погодака и минута проведених на терену | 0                                                     |                                                       |                                                       |

| Репрезентација Србије у узрасту до 18 година старости | Репрезентација Србије у узрасту до 18 година старости                    | Репрезентација Србије у узрасту до 18 година старости                    | Репрезентација Србије у узрасту до 18 година старости                    | Репрезентација Србије у узрасту до 18 година старости                    | Репрезентација Србије у узрасту до 18 година старости                    | Репрезентација Србије у узрасту до 18 година старости                    | Репрезентација Србије у узрасту до 18 година старости | Репрезентација Србије у узрасту до 18 година старости | Репрезентација Србије у узрасту до 18 година старости |
| #                                                     | Датум                                                                    | Такмичење                                                                | Локација                                                                 | Домаћин                                                                  | Резултат                                                                 | Гост                                                                     | Гол                                                   | Реф.                                                  |                                                       |
| ----------------------------------------------------- | ------------------------------------------------------------------------ | ------------------------------------------------------------------------ | ------------------------------------------------------------------------ | ------------------------------------------------------------------------ | ------------------------------------------------------------------------ | ------------------------------------------------------------------------ | ----------------------------------------------------- | ----------------------------------------------------- | ----------------------------------------------------- |
| 1.                                                    | 21. септембар 2021.                                                      | Пријатељска утакмица                                                     | Стадион ННЦ Брдо, Крањ                                                   | Словенија                                                                | 1 : 4                                                                    | Србија                                                                   |                                                       | [ 48 ]                                                |                                                       |
| 2.                                                    | 23. септембар 2021.                                                      | Пријатељска утакмица                                                     | Стадион ННЦ Брдо, Крањ                                                   | Словенија                                                                | 1 : 0                                                                    | Србија                                                                   |                                                       | [ 49 ]                                                |                                                       |
| 3.                                                    | 7. октобар 2021.                                                         | Пријатељска утакмица                                                     | Стадион Карађорђе, Нови Сад                                              | Србија                                                                   | 1 : 1                                                                    | Италија                                                                  |                                                       | [ 57 ]                                                |                                                       |
| 3                                                     | Укупан број утакмица, постигнутих погодака и минута проведених на терену | Укупан број утакмица, постигнутих погодака и минута проведених на терену | Укупан број утакмица, постигнутих погодака и минута проведених на терену | Укупан број утакмица, постигнутих погодака и минута проведених на терену | Укупан број утакмица, постигнутих погодака и минута проведених на терену | Укупан број утакмица, постигнутих погодака и минута проведених на терену | 0                                                     |                                                       |                                                       |